# Aslan Kərimov
Aslan Kərimov (ur. 1 stycznia 1973) – piłkarz reprezentacji Azerbejdżanu występujący na pozycji pomocnika.